# 钱千里
钱千里（1915年3月—2009年7月31日），江苏南通人，中国电影导演、演员。被称为“中国电影活档案”。2009年获中国电影金凤凰奖特别荣誉奖。